# Streethockey-Weltmeisterschaft 1998
Die 2. Streethockey-Weltmeisterschaft wurde im Jahr 1998 in der Kalich aréna in Litoměřice in Tschechien ausgetragen. Weltmeister wurde zum ersten Mal Tschechien, das im Finale die Slowakei besiegte.

## Turnier

### Vorrunde
| Pl. |                    | Kanada | Vereinigte Staaten | Deutschland | Schweiz | Sp | S | U | N | Tore  | Punkte |
| --- | ------------------ | ------ | ------------------ | ----------- | ------- | -- | - | - | - | ----- | ------ |
| 1.  | Kanada             |        | 2:2                | 6:1         | 3:0     | 3  | 2 | 1 | 0 | 11:03 | 5      |
| 2.  | Vereinigte Staaten | 2:2    |                    | 2:1         | 3:6     | 3  | 1 | 1 | 1 | 7:9   | 3      |
| 3.  | Deutschland        | 1:6    | 1:2                |             | 3:1     | 3  | 1 | 0 | 2 | 5:9   | 2      |
| 4.  | Schweiz            | 0:3    | 6:3                | 1:3         |         | 3  | 1 | 0 | 2 | 07:9  | 2      |

| Pl. |            | Slowakei | Tschechien | Osterreich | Ungarn | Sp | S | U | N | Tore  | Punkte |
| --- | ---------- | -------- | ---------- | ---------- | ------ | -- | - | - | - | ----- | ------ |
| 1.  | Slowakei   |          | 4:0        | 11:1       | 16:0   | 3  | 2 | 1 | 0 | 31:01 | 6      |
| 2.  | Tschechien | 0:4      |            | 9:1        | 18:0   | 3  | 2 | 0 | 1 | 27:5  | 4      |
| 3.  | Österreich | 1:11     | 1:9        |            | 5:1    | 3  | 1 | 0 | 2 | 7:21  | 2      |
| 4.  | Ungarn     | 0:16     | 0:18       | 1:5        |        | 3  | 1 | 0 | 2 | 01:39 | 0      |

## Play-off

### Halbfinale
|  | Tschechien | 5:2 (1:0, 2:0, 2:2) | Kanada |  |

|  | Slowakei | 5:2 (1:1, 3:0, 1:1) | Vereinigte Staaten |  |

## Spiel um Platz 3
|  | Kanada | 5:2 (0:1, 3:0, 2:1) | Vereinigte Staaten |  |

## Finale
|  | Tschechien | 3:1 (1:0, 2:0, 0:1) | Slowakei |  |

| Pl. | Team               |
| --- | ------------------ |
| 1   | Tschechien         |
| 2   | Slowakei           |
| 3   | Kanada             |
| 4   | Vereinigte Staaten |
| 5   | Österreich         |
| 6   | Deutschland        |
| 7   | Schweiz            |
| 8   | Ungarn             |